# بيتر فرانزن
بيتر فرانزن (بالإنجليزية: Peter Franzén)‏ هو ممثل فنلندي ولد في 14 أغسطس 1971.قام بتأدية دور هارالد ذو الشعر الفاتح في مسلسل فايكنغز.

## حياته الشخصية
ولد فرانزين في كيمينما، شمال فنلندا.
وصف فرانزين طفولته بأنها صعبة بسبب زوج والدته العنيف والمدمن على الكحول.لاحقًا، كانت علاقة فرانزين بزوج أمه المسيء نقطة محورية رئيسية في روايته ، فوق المياه المظلمة.
التقى بزوجته الممثلة إيرينا بيوركلوند أثناء دراسته في أكاديمية المسرح في فنلندا. وفي عام 1999، انتقل الزوجان إلى لوس أنجلوس، حيث عاشا حتى عام 2013، وبعد ذلك انتقلا إلى فرنسا. لديهم ابن، ولد في سبتمبر 2007.

## وصلات خارجية
- بيتر فرانزن على موقع IMDb (الإنجليزية)
- بيتر فرانزن على موقع ألو سيني (الفرنسية)
- بيتر فرانزن على موقع ميوزك برينز (الإنجليزية)
- بيتر فرانزن على موقع أول موفي (الإنجليزية)
- بيتر فرانزن على موقع قاعدة بيانات الأفلام السويدية (السويدية)
- بيتر فرانزن على موقع ديسكوغز (الإنجليزية)
- بيتر فرانزن على موقع قاعدة بيانات الفيلم (الإنجليزية)
- بيتر فرانزن على موقع كينوبويسك (الروسية)